# Mary Lake
Mary Lake, coniugata Bennett (16 settembre 1998), è una pallavolista statunitense, libero della LOVB Salt Lake.

## Biografia
È la sorella minore dell'ex pallavolista Melissa Lake, anch'ella libero alla Brigham Young.

## Carriera

### Club
La carriera di Mary Lake inizia nei tornei scolastici californiani, ai quali partecipa con la Palm Springs HS. Dopo il diploma gioca nella lega universitaria NCAA Division I, dove si disimpegna con la Brigham Young dal 2016 al 2019, raggiungendo durante il junior year le semifinali nazionali e ricevendo qualche riconoscimento individuale.
Dopo un lungo periodo di inattività, torna in campo nel corso dell'annata 2024-25, disputando prima l'Athletes Unlimited 2024 e poi la League One Volleyball 2025 con la LOVB Salt Lake.

### Nazionale
Nel 2019 debutta nella nazionale statunitense in occasione della Volleyball Nations League, dove vince la medaglia d'oro.

## Palmarès

### Premi individuali
- 2016 - NCAA Division I: Austin Regional All-Tournament Team
- 2018 - All-America Second Team
- 2018 - NCAA Division I: Provo Regional All-Tournament Team